# Nadarajah Raviraj
Nadarajah Raviraj (25 de junho 1962 - 10 de novembro de 2006) foi um proeminente político e defensor dos direitos humanos cingalês de origem tâmil. Nascido no distrito de Jaffna no Norte de Sri Lanka, serviu como Membro do Parlamento do Aliança Nacional Tâmil até ter sido assassinado por um atirador em Colombo, Sri Lanka.
Um dia antes do seu assassinato, comandou um protesto em frente ao escritório do UNICEF em Colombo devido ao bombardeio em uma escola na cidade de Vaharai, pelo exército de Sri Lanka, mantando 45 civis.